# Greifensteine

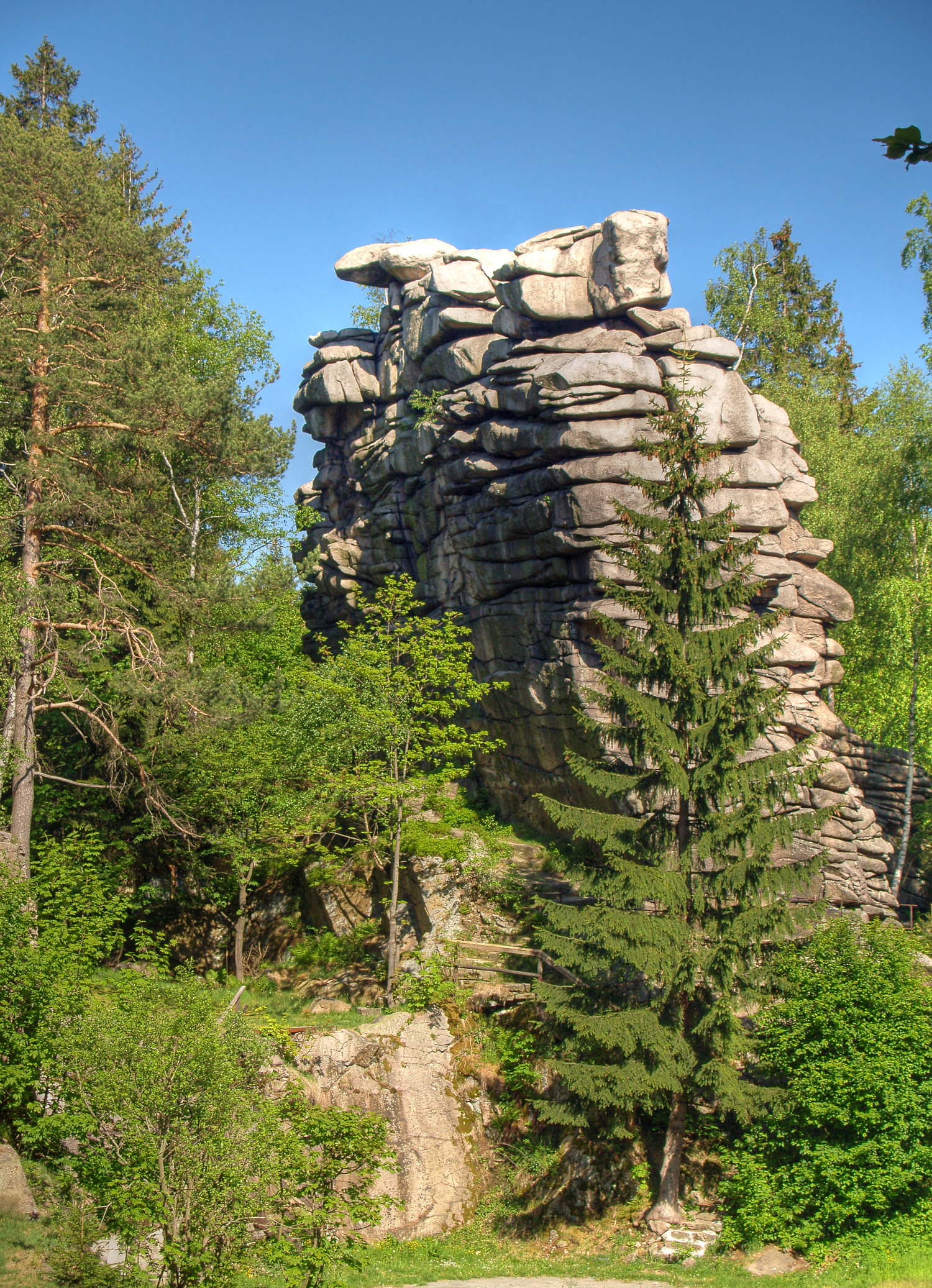
Greifensteine

Greifensteine är en klippformation i bergstrakten Erzgebirge i Sachsen i Tyskland.
Formationen bildades för cirka 300 miljoner år sedan genom vulkanisk aktivitet. Magman pressades upp genom sprickor i glimmerskiffer och stelnade där. Efter erosion av de översta lagren blev granitklipporna kvar. Under historisk tid fanns 13 klippor men 7 klippor raserades i stenbrott. På den högsta punkten finns idag en utsiktsplattform. Den ligger ungefär 30 meter över omgivningen och 732 meter över havet.
Platsen för stenbrottet ersattes med en naturteater. Här visas bland annat pjäser om vildtjuven Karl Stülpner, som i regionen hade samma status som Robin Hood i England. Klipporna används intensiv för bergsklättring.
Klipporna är typlokal för ett flertal mineral.